# Ulisses Correia e Silva
José Ulisses de Pina Correia e Silva (pron. portoghese: [ʒuˈzɛ uˈlisɨʒ ðɨ ˈpinɐ kuˈʁɐjɐ i ˈsilvɐ]; Praia, 4 giugno 1962) è un politico capoverdiano, dal 2016 Primo ministro di Capo Verde.